# Zanzan
Zanzan ist ein Distrikt und eine ehemalige Verwaltungsregion der Elfenbeinküste mit der Hauptstadt Bondoukou.

## Bevölkerung
Dem Zensus von 2021 zufolge hat Zanzan 1.344.865 Einwohner und somit bei einer Fläche von 38.000 km² eine Bevölkerungsdichte von 25 Einwohnern pro km². Bei der letzten Volkszählung im Jahr 1998 wurden 701.005 Einwohner gezählt.

## Geographie
Zanzan liegt im Nordosten der Elfenbeinküste und grenzt im Süden an Moyen-Comoé, im Südwesten an N’zi-Comoé und im Westen an Vallée du Bandama und Savanes. Der Distrikt ist in die Regionen Bounkani und Gontougou unterteilt.